# Maximilian Schell
Maximilian Schell (Viena, 8 de diciembre de 1930-Innsbruck, 1 de febrero de 2014) fue un actor suizo-austríaco que ganó el premio Óscar y que participó en más de 90 películas de cine y televisión. También fue escritor, director y productor de varias películas. Su hermana mayor, Maria Schell (1926-2005), fue también actriz, al igual que sus otros hermanos, Carl e Immy (Immaculata).

## Primeros años y educación
Schell nació en Viena, Austria, hijo de Margarethe (de soltera Noe von Nordberg), una actriz que dirigía una escuela de interpretación, y de Hermann Ferdinand Schell, un poeta, novelista, dramaturgo y propietario de una farmacia suizo. Sus padres eran católicos romanos.
El padre de Schell nunca se mostró entusiasmado con la idea de que el joven Maximilian se convirtiera en actor como su madre, pues consideraba que eso no podía conducirle a la «verdadera felicidad». Sin embargo, Schell estuvo rodeado de actores en su primera juventud:

Crecí en un ambiente teatral y lo daba por sentado. Recuerdo el teatro, de niño, como la mayoría de la gente recuerda la cocina de su madre. La actuación estaba a mi alrededor, al igual que la poesía. Debuté en el teatro a los tres años, en Viena...

La familia Schell huyó de Viena en 1938 para «alejarse de Hitler» tras el Anschluss, cuando Austria fue anexionada por la Alemania nazi. Se establecieron en Zúrich, Suiza. y allí se crio.
En Zúrich, Schell «creció leyendo a los clásicos» y, a los diez años, escribió su primera obra de teatro. Schell recuerda que de niño, al crecer rodeado de teatro, daba por sentado que actuaba y al principio no quería ser actor: «Lo que yo quería era ser pintor, músico o dramaturgo», como su padre.
Más tarde, Schell asistió durante un año a la Universidad de Zúrich, donde también jugó al fútbol y formó parte del equipo de remo, además de escribir para periódicos como periodista a tiempo parcial para obtener ingresos. Tras el final de la Segunda Guerra Mundial, se trasladó a Alemania, donde se matriculó en la Universidad de Múnich y estudió filosofía e historia del arte. Durante los descansos, a veces regresaba a su casa en Zúrich o se quedaba en la granja de su familia en el campo para poder escribir a solas:

Mi padre y mi tío cazan ciervos allí, pero a mí no me gusta cazar. Me gusta pasear solo por el bosque. En 1948 y 1949, cuando escribí parte de mi primera novela, que nunca he enseñado a nadie, me aislé en una de las cabañas de caza durante tres meses, sin teléfono, sin electricidad, con calor sólo de una gran chimenea abierta.

Schell regresó entonces a Zúrich, donde sirvió en el Ejército suizo durante un año, tras lo cual asistió durante un año al sexto curso de la University College School de Londres, antes de volver a ingresar en la Universidad de Zúrich durante otro año y, más tarde, en la Universidad de Basilea durante seis meses. Durante ese periodo, actuó profesionalmente en pequeños papeles, tanto en obras clásicas como modernas, y decidió que a partir de entonces dedicaría su vida a la interpretación en lugar de seguir estudios académicos:

Entonces decidí: o eres científico o eres artista. . . . Para mí es mucho más importante. . . admirar y sentir y ser estimulado e inspirado. . . El arte surge del caos, no de un análisis mecánico. Así que en cuanto me decidí, ya no tenía sentido seguir estudiando y obtener un título. Es como un premio; no significa nada en sí mismo. . . . Un título universitario es sólo un título. No creo que un artista deba tener un título. Había llegado el momento de concentrarme en la interpretación.

## Carrera
Schell empezó a actuar en el Teatro de Basilea.
Hizo su debut en Hollywood en 1958 en la película The Young Lions sobre la Segunda Guerra Mundial.
En 1961, participó como el abogado defensor en Judgment at Nuremberg (Vencedores o vencidos), papel por el cual ganó el Premio Oscar como Mejor Actor y que él ya había encarnado para la televisión. The Pedestrian, de 1974, que él escribió, produjo, dirigió y protagonizó, fue nominada para Mejor Película Extranjera.
Schell no quiso ser encasillado. A pesar de haber aparecido en varios filmes sobre la época nazi como El hombre de la cabina de cristal, A Bridge Too Far, La cruz de hierro, Odessa, Julia y Judgment at Nuremberg, apareció también en Simón Bolívar,  Topkapi, The Black Hole, El novato, Stalin, Deep Impact, Candles in the Dark y Erste Liebe.
Entre los fanáticos de Mystery Science Theater 3000, Schell fue conocido por su aparición en Hamlet, Prinz von Dänemark, versión en alemán de la obra de Hamlet puesta en la pantalla.
Schell también trabajó como escritor, productor y director para diversas películas, incluso el documental biográfico Marlene,[cita requerida] que ganó varios premios, donde entrevistaba a la propia Marlene Dietrich, quien vivía recluida en París. La diva, ya anciana, se negó a aparecer en pantalla y prohibió igualmente que su casa y recuerdos personales fuesen captados por las cámaras, por lo cual Schell sagazmente los recreó en un plató y combinó habilidosamente las grabaciones de voz con imágenes de archivo. El reportaje resultante fue más revelador y crudo que una entrevista convencional; lo cual enojó a Dietrich y la llevó a romper su amistad con Schell. Se reconciliaron un año después, cuando el documental ganó elogios, galardones y una nominación al premio Óscar.
En 2002 Schell realizó My Sister Maria, un documental sobre la carrera de su hermana Maria Schell y su relación con ella.
En 2000 sufrió un colapso y se le diagnosticó pancreatitis a consecuencia de su diabetes. En ese entonces estaba trabajando en Broadway en el estreno de la versión teatral de Judgement in Nuremberg, intercalando el papel del abogado defensor con el de juez en jefe procesado por delitos contra la humanidad.
Desde los años 1990, Schell apareció en muchas películas para la TV en alemán, como la película Alles Glück dieser Erde (Toda la suerte del mundo), de 2003, junto a Uschi Glas, y en la miniserie The Return of the Dancing Master (2004), basada en la novela de Henning Mankell.
En 2006 apareció en la obra Resurrection Blues, de Arthur Miller, dirigida por Robert Altman en el Old Vic de Londres.
Fue padrino de Angelina Jolie, hija de Jon Voight y Marcheline Bertrand.
Se dijo que a mediados de la década de 1960 estuvo comprometido con la modelo afrodescendiente Donyale Luna, aunque la boda nunca se concretó.
Sí se casó, en cambio, con Natalia Andrejchenko, a quien conoció en la filmación de Pedro el Grande. Tuvieron una hija, que nació en 1989.
En septiembre de 2008 el correo austríaco emitió un sello postal en su homenaje, ilustrado con un retrato del actor realizado por el pintor Arnulf Rainer.
El actor falleció el 1 de febrero de 2014 debido a "una enfermedad repentina y grave", informó su agente, Patricia Baumbauer.

## Filmografía
| Película                           | Año  | Premios y nominaciones |
| ---------------------------------- | ---- | --- |
| Kinder, Mütter und ein General     | 1955 | |
| The Last Ones Shall Be First       | 1957 | |
| The Young Lions                    | 1958 | |
| Judgment at Nuremberg              | 1961 | Academy Award for Best Actor New York Film Critics Circle Award for Best Actor Golden Globe Award for Best Actor - Motion Picture Drama Laurel Award for Top Male Dramatic Performance (2nd place) Nominated-BAFTA Award for Best Actor in a Leading Role |
| Five Finger Exercise               | 1961 | |
| The Reluctant Saint                | 1962 | |
| The Condemned of Altona            | 1962 | |
| Topkapi                            | 1964 | |
| Return from the Ashes              | 1965 | |
| The Deadly Affair                  | 1966 | |
| The Castle                         | 1968 | |
| Counterpoint                       | 1968 | |
| Heidi                              | 1968 | |
| Simón Bolívar                      | 1969 | |
| Krakatoa, East of Java             | 1969 | |
| Erste Liebe (First Love)           | 1971 | San Sebastián International Film Festival Concha de Plata Nominada-Anexo:Óscar a la mejor película internacional |
| Pope Joan                          | 1972 | |
| The Pedestrian                     | 1973 | Golden Globe Award for Best Foreign Language Film Nominada-Academy Award for Best Foreign Language Film |
| Odessa                             | 1974 | |
| The Day That Shook the World       | 1975 | |
| Der Richter und sein Henker        | 1975 | San Sebastián International Film Festival Concha de Plata |
| El hombre de la cabina de cristal  | 1975 | Nominado para Academy Award for Best Actor Nominado-Golden Globe Award for Best Actor - Motion Picture Drama |
| St. Ives                           | 1976 | |
| Cross of Iron                      | 1977 | |
| Julia                              | 1977 | New York Film Critics Circle Award for Best Supporting Actor National Society of Film Critics Award for Best Supporting Actor (3rd place) Nominado-Academy Award for Best Supporting Actor Nominado-Golden Globe Award for Best Supporting Actor          |
| A Bridge Too Far                   | 1977 | |
| Avalanche Express                  | 1979 | |
| The Black Hole                     | 1979 | |
| Together?                          | 1979 | |
| The Diary of Anne Frank            | 1980 | |
| The Chosen                         | 1981 | |
| The Phantom of the Opera           | 1983 | |
| Man Under Suspicion                | 1984 | |
| Peter the Great                    | 1986 | |
| The Rosegarden                     | 1989 | |
| The Freshman                       | 1990 | |
| Young Catherine                    | 1991 | |
| Candles In The Dark                | 1991 | |
| Stalin                             | 1992 | Golden Globe Award for Best Supporting Actor - Series, Miniseries or Television Film Nominado for Primetime Emmy Award for Outstanding Supporting Actor in a Miniseries or a Movie                                                                        |
| Justiz                             | 1993 | |
| Candles in the Dark                | 1993 | |
| A Far Off Place                    | 1993 | |
| Little Odessa                      | 1994 | |
| Abraham                            | 1994 | |
| The Eighteenth Angel               | 1996 | |
| The Thorn Birds: The Missing Years | 1996 | |
| Left Luggage                       | 1998 | |
| John Carpenter's Vampires          | 1998 | |
| Deep Impact                        | 1998 | |
| Joan of Arc                        | 1999 | |
| I Love You, Baby                   | 2000 | |
| Coast to Coast                     | 2004 | |
| The Shell Seekers                  | 2006 | |
| The House of Sleeping Beauties     | 2008 | |
| The Shell Seekers                  | 2008 | |
| The Brothers Bloom                 | 2008 | |

## Premios y reconocimientos

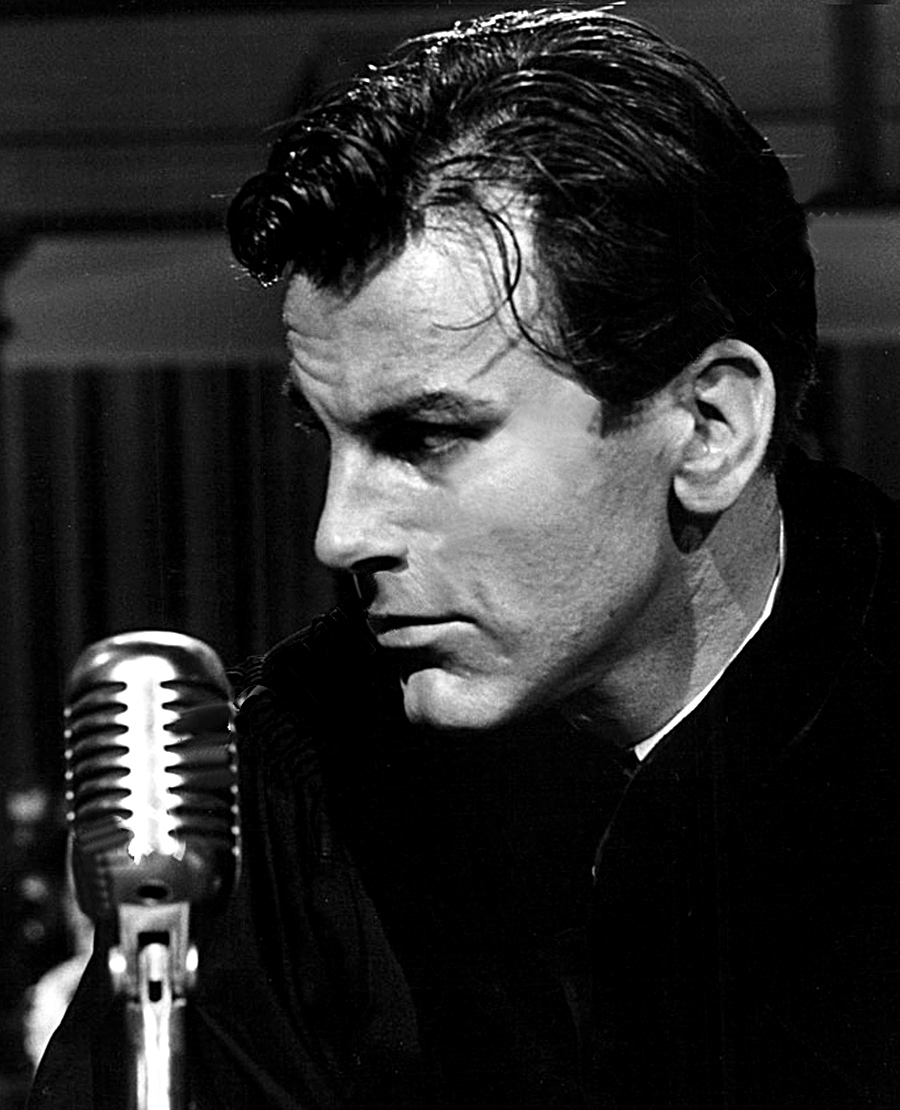
Maximilian Schell en la película Judgement at Nuremberg (1961). Su actuación en el papel de Hans Rolfe fue premiada en el rubro de mejor actor con el Óscar, con el premio del Círculo de Críticos de Cine de Nueva York, y con el Globo de Oro en la categoría Drama.

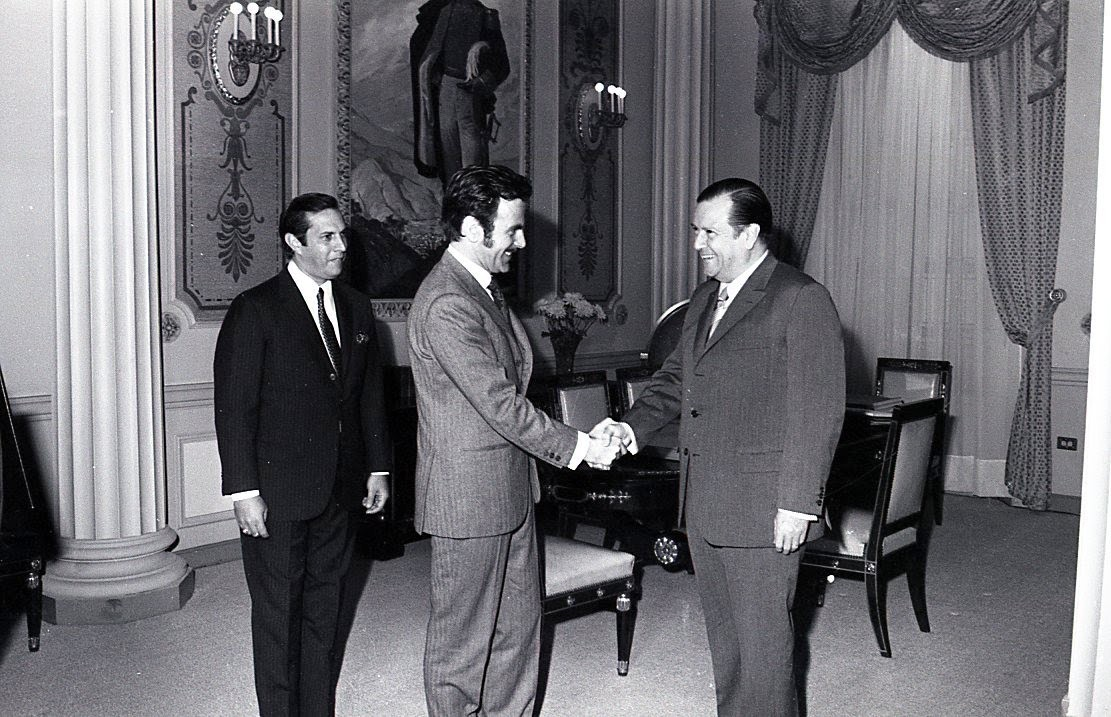
Schell fue recibido por el presidente de Venezuela, Rafael Caldera, después de su interpretación de Simón Bolívar. Palacio de Miraflores, 4 de diciembre de 1969.

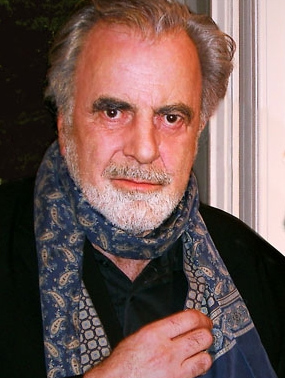
Schell en 2006.

Premios Óscar
| Año  | Categoría                          | Película                          | Resultado |
| ---- | ---------------------------------- | --------------------------------- | --------- |
| 1962 | Mejor actor                        | ¿Vencedores o vencidos?           | Ganador   |
| 1970 | Mejor película de habla no inglesa | Erste Liebe                       | Nominado  |
| 1974 | Mejor película de habla no inglesa | El peatón                         | Nominado  |
| 1976 | Mejor Actor                        | El hombre de la cabina de cristal | Nominado  |
| 1978 | Mejor Actor de Reparto             | Julia                             | Nominado  |

Festival Internacional de Cine de San Sebastián
| Año  | Categoría                            | Película                 | Resultado |
| ---- | ------------------------------------ | ------------------------ | --------- |
| 1970 | Concha de Plata a la mejor dirección | Primer amor              | Ganador   |
| 1975 | Concha de Plata a la mejor dirección | El puente sobre Estambul | Ganador   |